# Баленштет
Баленштет (њем. Ballenstedt) град је у њемачкој савезној држави Саксонија-Анхалт. Једно је од 20 општинских средишта округа Харц. Према процјени из 2010. у граду је живјело 8.058 становника. Посједује регионалну шифру (AGS) 15085040, NUTS (DEE09) и LOCODE (DE BAT) код.

## Географски и демографски подаци
Баленштет се налази у савезној држави Саксонија-Анхалт у округу Харц. Град се налази на надморској висини од 236 метара. Површина општине износи 65,2 km². У самом граду је, према процјени из 2010. године, живјело 8.058 становника. Просјечна густина становништва износи 124 становника/km².